# 福岡出入国在留管理局那覇支局
福岡出入国在留管理局那覇支局（ふくおかしゅつにゅうこくざいりゅうかんりきょくなはしきょく）は、沖縄県那覇市にある法務省法務省出入国在留管理庁の地方支分部局である福岡出入国在留管理局の支局。沖縄県を管轄している。出入国管理及び難民認定法に基づき、外国人の入出国・在留・違反手続、難民認定に関する調査等の行政事務を担当する。
かつての琉球政府法務局出入管理庁がもとになっている。

## 内部組織
- 福岡出入国在留管理局那覇支局長（官職・入国審査官）
  - 総務課
  - 監理官
  - 首席審査官（官職・入国審査官）
    - （審査部門）

  - 首席入国警備官（官職・入国警備官）
    - （警備部門）

## 管内出張所
- 那覇空港出張所（那覇市） - 空港業務のみ
- 石垣港出張所（石垣市：石垣港湾合同庁舎）
- 嘉手納出張所（中頭郡嘉手納町）
- 宮古島出張所（宮古島市：平良港）